# Marc Berger
Marc Berger (* 8. Oktober 1943 in Villejuif) ist ein ehemaliger französischer Sprinter.
Bei den Europameisterschaften 1966 in Budapest siegte er zusammen mit Jocelyn Delecour, Claude Piquemal und Roger Bambuck in der 4-mal-100-Meter-Staffel. Über 100 Meter erreichte er das Halbfinale.

## Persönliche Bestzeiten
- 100 m: 10,3 s, 1966
- 200 m: 20,8 s,17. Juni 1967, Sochaux